# IC 5185
IC 5185 је спирална галаксија у сазвјежђу Тукан која се налази на листи објеката дубоког неба у Индекс каталогу.
Деклинација објекта је - 65° 51' 27" а ректасцензија 22h 17m 43,8s. Привидна величина (магнитуда) објекта IC 5185 износи 14,0 а фотографска магнитуда 14,9. IC 5185 је још познат и под ознакама ESO 108-24, IRAS 22140-6606, PGC 68513.